# Komitatsreform 1876

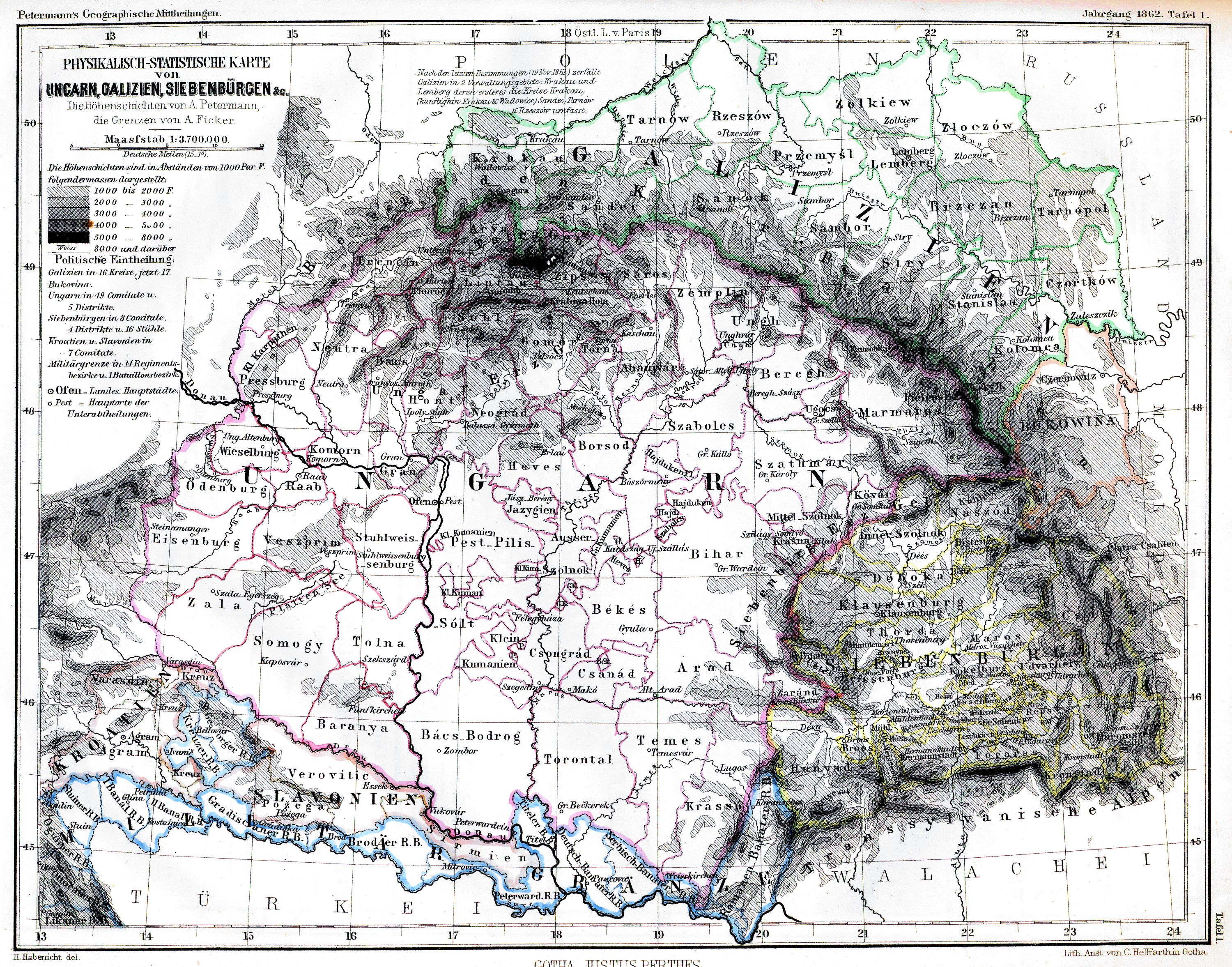
Karte der Verwaltungseinheiten um 1862

Die Komitatsreform 1876 (ungarisch 1876-os megyerendezés) fand im Königreich Ungarn statt und diente der Modernisierung der Verwaltungseinheiten. Dabei wurden auch die bis dahin bestehenden autonomen Distrikte, Stühle der Szekler und der Siebenbürger Sachsen aufgelöst, und in Komitate eingegliedert.

## Geschichte
Im Zuge der vollständigen Wiederherstellung der öffentlichen Verwaltung in Siebenbürgen 1861 und dem Österreichisch-Ungarischen Ausgleich 1867 mehrten sich die Stimmen, die eine Reform mit dem Ziel der Modernisierung der seit Jahrhunderten bestehenden Verwaltungseinheiten forderten. Nachdem mehrere Entwürfe ausgearbeitet wurden, stellte Innenminister Gyula Szapáry 1873 seinen Vorschlag dem Reichstag vor. Dieser lehnte den ihn jedoch ab, da er zu radikal sei. Sein Amtsnachfolger Kálmán Tisza arbeitete in der Folge eine gemäßigtere Reform aus, die 1876 verabschiedet wurde. Dabei wurde das Land in 65 Komitate eingeteilt und andere daneben existierenden Verwaltungseinheiten aufgelöst. Besonders betraf dies Siebenbürgen, wo die bisher autonomen Stühle der Siebenbürger Sachsen und der Sekler nun in neugegründete Komitate, wie Szeben und Csík, eingegliedert wurden. Andernorts wurden Komitate zusammengeführt, wie beispielsweise Belső-Szolnok und Doboka zu Szolnok-Doboka. 
Die Reform der Verwaltungseinheiten ging 1881 weiter: Die Komitate Abaúj und Torna sowie Krassó und Szörény wurden zu Abaúj-Torna und Krassó-Szörény vereinigt. Die von Ungarn verwaltete Stadt Fiume mit Gebiet an der Adria blieb jedoch von allen Reformen ausgenommen.

## Änderungen

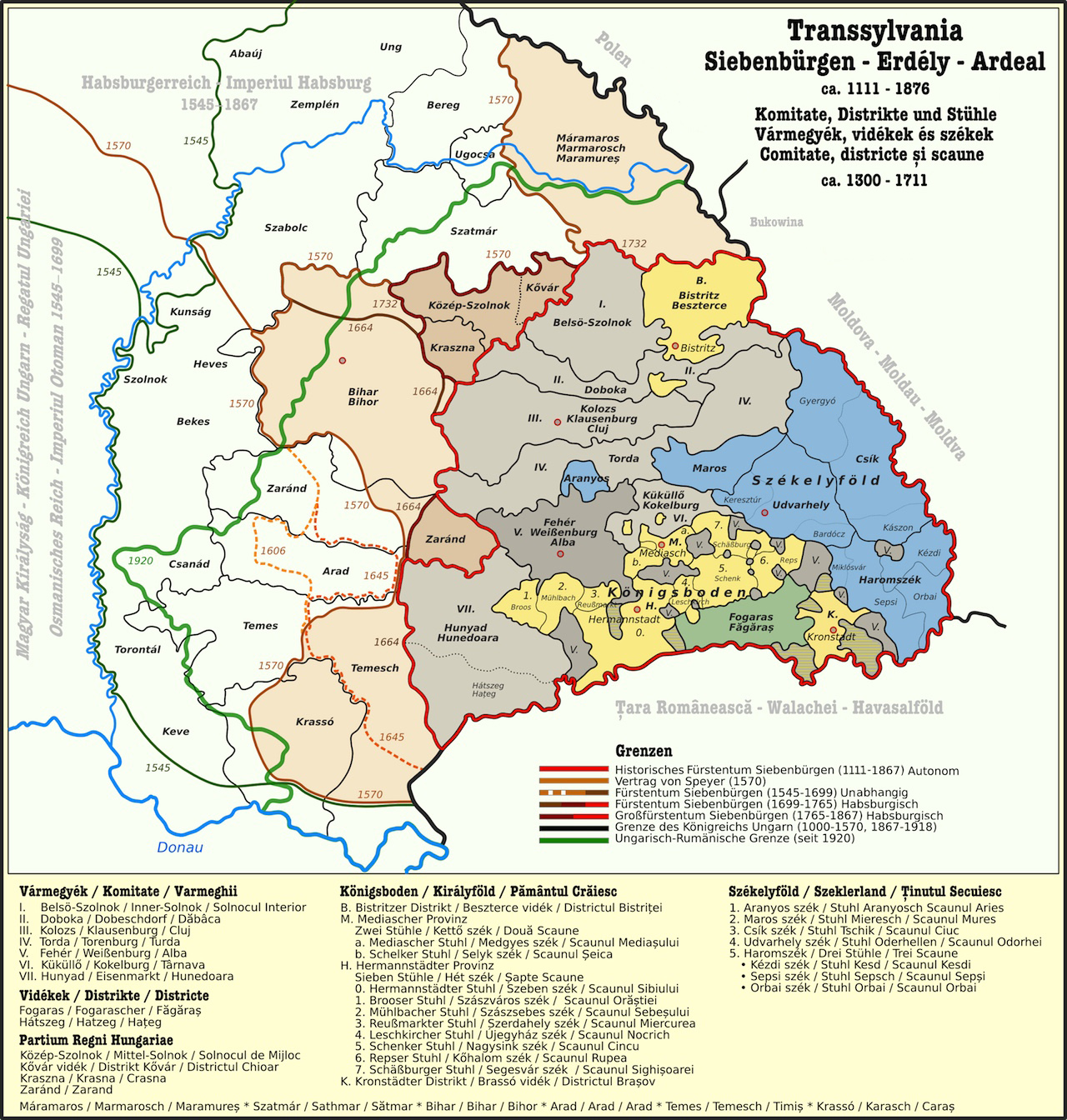
Administrative Gliederung Siebenbürgens bis 1876. Komitate in grau, Stühle in blau, Distrikte in gelb und grün.

### Komitate
| Name                   | Hauptort                | Eingegliedert in (Komitat)                   |
| ---------------------- | ----------------------- | -------------------------------------------- |
| Belső-Szolnok          | Dés                     | Beszterce-Naszód und Szolnok-Doboka          |
| Doboka                 | Szamosújvár             | Szolnok-Doboka                               |
| Felső-Fehér            | Erzsébetváros           | Háromszék, Szeben, Fogaras und Nagy-Küküllő. |
| Heves és Külső-Szolnok | Eger                    | Heves                                        |
| Közép-Szolnok          | Zilah                   | Szilágy                                      |
| Kraszna                | Szilágysomlyó           | Szilágy                                      |
| Küküllő                | Küküllővár              | Udvarhely, Nagy-Küküllő und Kis-Küküllő      |
| Pest-Pilis-Solt        | Pest (ab 1873 Budapest) | Pest-Pilis-Solt-Kiskun                       |
| Torda                  | Torda                   | Maros-Torda und Torda-Aranyos                |
| Zaránd                 | Körösbánya              | Arad und Hunyad                              |

### Distrikte

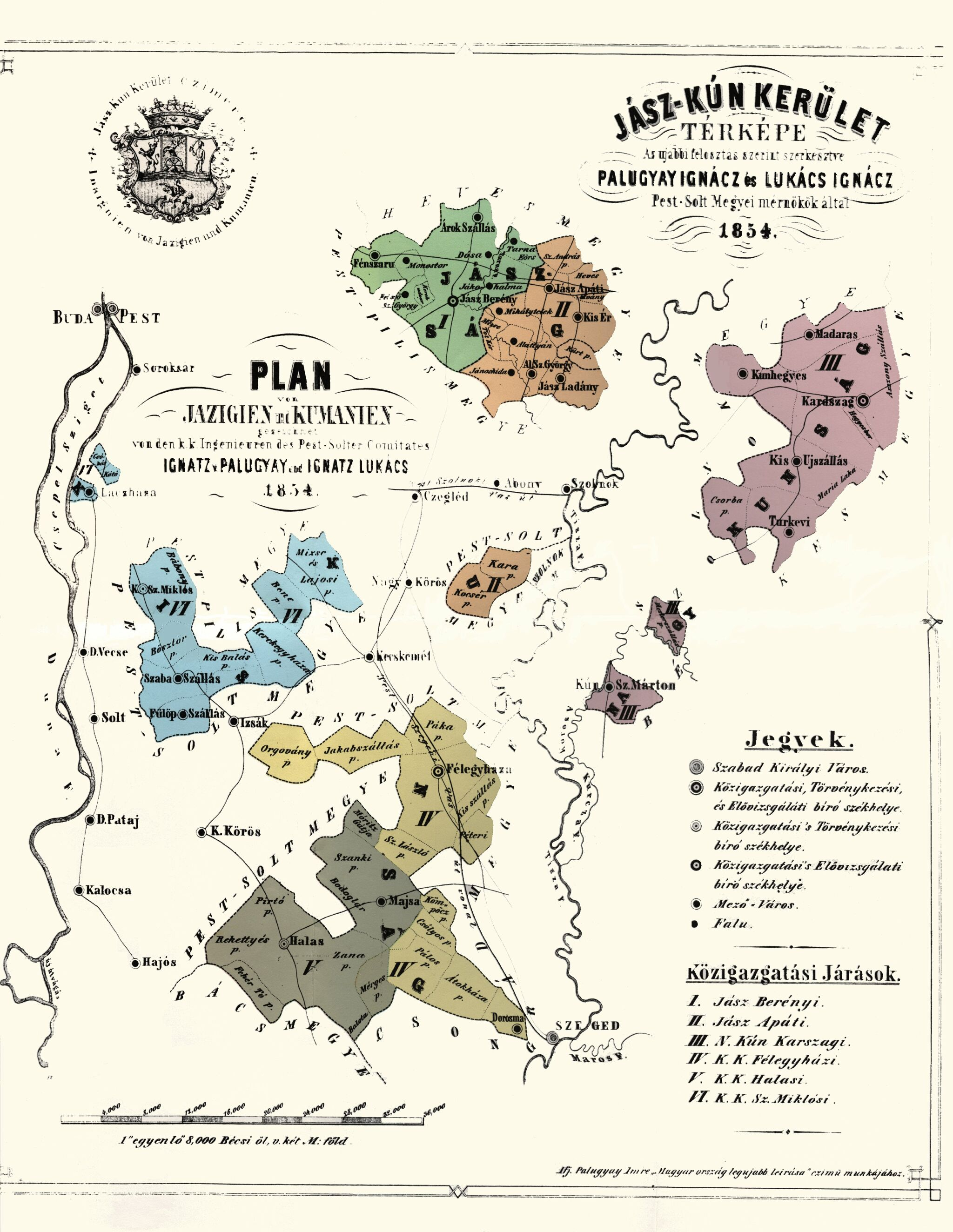
Karte des Jászkun-Distrikts

Provinz der 16 Zipser Städte (rötlich und dunkelbraun) und die übrige Zips/Szepes (andere Sonderdistrikte und Komitate bis 1803 abgeschafft).

| Name                          | Hauptort              | Eingegliedert in (Komitat)                      |
| ----------------------------- | --------------------- | ----------------------------------------------- |
| Fogaras                       | Fogaras               | Fogaras                                         |
| Hajduken-Distrikt             | Hajdúböszörmény       | Hajdú                                           |
| Jászkun                       | Jászberény            | Pest-Pilis-Solt-Kiskun und Jász-Nagykun-Szolnok |
| Kővár                         | Nagysomkút            | Szatmár und Szolnok-Doboka                      |
| Nagykikinda                   | Nagykikinda           | Torontál                                        |
| Naszód                        | Naszód                | Beszterce-Naszód                                |
| Distrikt der 16 Zipser Städte | Zipser Neudorf (Igló) | Szepes                                          |

| Name      | Hauptort             | Eingegliedert in (Komitat) |
| --------- | -------------------- | -------------------------- |
| Bistritz  | Bistritz (Beszterce) | Beszterce-Naszód           |
| Kronstadt | Kronstadt (Brassó)   | Brassó                     |

### Stühle

Stühle und Distrikte der Siebenbürger Sachsen

| Name          | Hauptort         | Eingegliedert in (Komitat) |
| ------------- | ---------------- | -------------------------- |
| Aranyosszék   | Felvinc          | Aranyos-Torda              |
| Csíkszék      | Csíkszereda      | Csík                       |
| Háromszék     | Sepsiszentgyörgy | Háromszék                  |
| Marosszék     | Marosvásárhely   | Maros-Torda                |
| Udvarhelyszék | Székelyudvarhely | Udvarhely                  |

| Name         | Hauptort                  | Eingegliedert in (Komitat) |
| ------------ | ------------------------- | -------------------------- |
| Broos        | Broos (Szászváros)        | Hunyad                     |
| Großschenk   | Großschenk (Nagysink)     | Nagy-Küküllő               |
| Hermannstadt | Hermannstadt (Nagyszeben) | Szeben                     |
| Leschkirch   | Leschkirch (Újegyház)     | Nagy-Küküllő               |
| Mediasch     | Mediasch (Medgyes)        | Nagy-Küküllő               |
| Mühlbach     | Mühlbach (Szászsebes)     | Szeben                     |
| Reussmarkt   | Reussmarkt (Szerdahely)   | Szeben                     |
| Reps         | Reps (Kőhalom)            | Nagy-Küküllő               |
| Schäßburg    | Schäßburg (Segesvár)      | Nagy-Küküllő               |